# Dineutus subspinosus
Dineutus subspinosus is een keversoort uit de familie van schrijvertjes (Gyrinidae). De wetenschappelijke naam van de soort is voor het eerst geldig gepubliceerd in 1834 door Klug in Ehrenberg.
De diersoort komt voor in Zimbabwe.